# Dekaping mRNA

Budowa końca 5' eukariotycznego mRNA. Czapeczka składa się z łącznika trifoosforanowego i metylowanej guanozyny

Dekaping mRNA – proces hydrolizy mostka fosforanowego w strukturze czapeczki mRNA, stanowiący kluczowy etap regulacji stabilności i translacji mRNA.

## Specyficzne ścieżki rozpadu

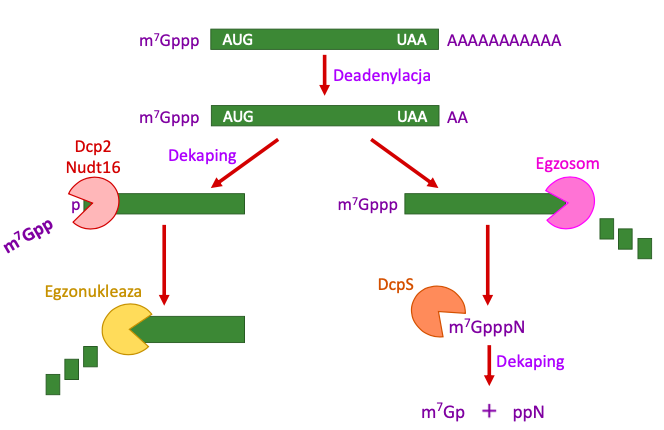
Specyficzne ścieżki degradacji mRNA

### Organizmy eukariotyczne
W organizmach eukariotycznych istnieją dwa główne szlaki degradacji mRNA: w kierunku od 5’ do 3’-końca oraz w kierunku od 3’ do 5’-końca, oba inicjowane przez deadenylację ogona poli(A). W degradację mRNA od 5’ do 3’-końca zaangażowany jest kompleks dekapujący Dcp1/Dcp2. Dcp2 jest podjednostką katalityczną należącą do rodziny hydrolaz Nudix, natomiast Dcp1 jest podjednostką regulacyjną, która może wchodzić w interakcje z dodatkowymi wzmacniaczami dekapingu, takimi jak Edc1, 2 i 3 czy PNRC2. Dcp2 jest w stanie hydrolizować czapeczki zawierające zarówno monometylowane (m7G), jak również trimetylowane (m2,2,7G) reszty guanozyny. Rozpad następuje między grupą fosforanową α i β w mostku trifosforanowym, prowadząc do oderwania się difosforanu m7GDP lub m2,2,7GDP oraz 5’-monofosforanu RNA, który jest podatny na degradację przez odpowiednie 5’-egzonukleazy. Odkryto również, że przyjemniej kilka innych enzymów, takich jak Nud16, Dxo i Rai1, jest w stanie katalizować hydrolizę mostka fosforanowego pomiędzy resztami fosforanowymi α i β.

W szlaku 3’-5’ zdeadenylowane RNA jest degradowane od końca 3’ przez egzosom RNA. Struktura czapeczki jest hydrolizowana przez enzym dekapujący DcpS między resztami fosforanowymi β i γ, co prowadzi do powstania monofosforanu m7GMP oraz difosforanu 5’-końcowego nukleozydu.

### Organizmy prokariotyczne
Cechą prokariotycznego mRNA jest brak charakterystycznej struktury czapeczki na końcu 5'. Jednakże wykazano, że dinukleotyd nikotynamidoadeninowy (NAD) lub grupa trifosforanowa połączone na 5'-końcu mRNA u niektórych organizmów prokariotycznych mogą pełnić rolę czapeczki, poprawiając tym stabilność transkryptu. Za hydrolizę NAD lub grupy trifosforanowej z RNA odpowiedzialne są odpowiednio pirofosfataza NADH (NudC) oraz pirofosfohydrolaza RNA (RppH). Powstały 5'-fosforan RNA jest degradowany przez odpowiednie rybonukleazy.

## Rola dekapingu
Czapeczka ma istotny wpływ na stabilność mRNA oraz efektywność translacji; chroni RNA przed degradacją, a także oznacza komórkowe mRNA jako „własne” w celu uniknięcia rozpoznania przez wrodzony układ odpornościowy. Dekaping jest uważany za ostatni, kluczowy i nieodwracalny etap przed szybką degradacją mRNA. Defekty dekapingu mogą mieć szkodliwe konsekwencje dla rozwoju komórek i zostały powiązane z ciężkimi zaburzeniami neurologicznymi u ludzi. Osiągnięcie zwiększonej stabilności mRNA jest jednym z najważniejszych problemów zastosowania mRNA w celach terapeutycznych. Poznanie ścieżek degradacji mRNA jest kluczowe do projektowania terapeutycznego mRNA.